# Thékes István (újságíró)
Thékes István (Szeged, 1945. január 11. –) magyar sportújságíró, Ifjúsági válogatott labdarúgó, sporttörténész.

## Életpályája
Thékes István már fiatalon, tíz évesen sportolt, ekkor úszni kezdett, de később a labdarúgást választotta és tizenöt évesen már a Szegedi Honvéd igazolt játékosa volt. Az ifjúsági válogatottságig vitte, ahová 1963-ban hívták meg. Később megfordult a Diósgyőri VTK-nál és a Dorogi AC-nál is, de egy súlyos sérülés miatt nem lett élvonalbeli játékos és pályafutását is befejezte. Ezt követően 1971-ben jogászként doktorált, majd újságírói pályába kezdett és a Csongrád Megyei Hírlapnál helyezkedett el, sporttudósításai közül kiemelendő az 1973-as bajnokcsapatok Európa-kupája-döntő, de 1975-ben eltöltött két hónapot Kanadában is, ahol jégkorong mérkőzésekről készített feljegyzéseket és tudósításokat. 1973-tól 1975-ig a Szegedi Egyetemnek, 1976-tól 1984-ig a Délmagyarországnak publikált,
majd 1984-től kezdődően a Népsport, később Nemzeti Sport munkatársa lett. Amatőr szinten továbbra is sportolt, 1973-ban pályára lépett az újságíró-válogatottban a Népstadionban, később pedig teniszezett, 2012-ben az újságírók számára rendezett Európa-bajnokságon aranyérmes lett, párosban pedig bronzérmet szerzett.
Sporttörténészként fontosabb művei közé tartozik Juhász Gyula és Király-Kőnig Péter életének kutatása, utóbbi életéről, illetve az akkor 75 éves alapítási évfordulóját ünneplő Szegedi VSE-ről könyvet is írt.
2014-ben a Magyar Sportújságírók Szövetsége életműdíjjal jutalmazta munkásságát.

## Családja
Nagybátyja Juhász Gyula költő, keresztapja Király-König Péter zeneszerző. Nős, egy fia van, István egyetemi tanár, korosztályos válogatott teniszező.

## Fontosabb művei
- Király-Kőnig Péter életútja, 1990
- Hetvenöt éves a Szegedi Vasutas Sport Egyesület. 1919–1994; Délmagyarország, Szeged, 1994